# 巨龙大道站
巨龙大道站位于中华人民共和国湖北省武汉市黄陂区，是武汉地铁2号线和7号线的地铁换乘站。

## 车站结构
2号线车站位于巨龙大道与露甲山路交叉路口以东毗邻武汉盘龙城经济开发区管委会，周边居民小区林立，车站全长336.6m，标准段宽20.7m，车站沿巨龙大道两侧设置共四个出入口。7号线巨龙大道站为地下三层的岛式车站，车站明挖段389m，暗挖段（停车线）长345m，车站共设置4个出入口及一个预留出入口，3组风亭；车站总建筑面积为42557㎡，其中，主体建筑面积为29792㎡（含夹层3814㎡），附属建筑面积为9047㎡，配线段暗挖面积3718㎡。巨龙大道站距盘龙城遗址约3公里，正因如此，该站的艺术墙就起名为《盘龙通衢》。
- 2号线巨龙大道站与7号线巨龙大道站之间通过换乘通道连接
- 换乘通道
- 2号线巨龙大道站站台

### 楼层分布
| 地面      |                             | 地鐵出入口                                                            |  |
| 地下 一層 | 2號線 站廳層                | 售票機、客服中心、武漢通充值、洗手間、7號線換乘通道、往A、B、C、D出口 |  |
| 地下 一層 | 7號線 站廳層                | 售票機、客服中心、武漢通充值、洗手間、2號線換乘通道、往E、F、G出口    |  |
| 地下 二層 |                             | █ 2号线列車往天河机场                                                 |  |
| 地下 二層 | 島式月台，左邊車門將會開啟  |                                                                       |  |
| 地下 二層 | █ 2号线列車往佛祖岭         |                                                                       |  |
| 地下 三層 |                             | █ 7号线列車往横店                                                     |  |
| 地下 三層 | 島式月台，左邊車門將會開啟  |                                                                       |  |
| 地下 三層 | █ 7号线列車往青龙山地铁小镇 |                                                                       |  |

### 車站出口
|                                                 |      |                                |
|                                                 |      |                                |
| 出口編號                                        | 設施 | 建議前往的目的地               |
| A                                               |      | 巨龍大道 珑璟轩                |
| B                                               |      | 巨龍大道 歌林花园、龙城·天居园 |
| C                                               |      | 巨龍大道 盤龍經濟開發區委員會  |
| D                                               |      | 巨龍大道 F·天下、中國農業銀行  |
| E                                               |      |                                |
| F                                               |      |                                |
| G                                               |      |                                |
| H                                               |      |                                |
| 注： 設有升降機 \| 設有輪椅升降台 \| 設有洗手間 |      |                                |

## 鄰近地點
F·天下、龙城天居园、盘龙城大厦、武汉临空经济区管委会等。

### 内部链接
- 武汉地铁车站列表